# Lesjaverk (stacja kolejowa)
Lesjaverk (nor: Lesjaverk stasjon) – stacja kolejowa w Lesjaverk, w regionie Oppland, w Norwegii. Znajduje się na Raumabanen i została otwarta w 1921.